# Кастро, Гонсало
Гонса́ло Ка́стро Рандо́н (нем. и исп. Gonzalo Castro Randón; род. 11 июня 1987, Вупперталь, Северный Рейн-Вестфалия) — немецкий футболист испанского происхождения, выступавший на позиции полузащитника.

## Карьера

### Клубная карьера
Гонсало Кастро Рандоне родился в городе Вупперталь в семье выходцев из Испании. Свои первые шаги в футболе делал в местных детских командах и впоследствии появился в составе «Поста» (Вупперталь), а оттуда перебрался в юношескую команду клуба «Виктория» (Ротт). В 1999 году был приглашен в молодёжный клуб леверкузенского «Байера» — СК «Байер» (Вупперталь).
Свои первые матчи в Бундеслиге и Лиге чемпионов Гонсало Кастро сыграл в 17 лет. Несмотря на столь юный возраст, он прочно закрепился в основном составе леверкузенского «Байера» на позиции крайнего защитника. С сезона 2010/11 Кастро всё чаще стал использоваться в центре поля и в итоге стал игроком основного состава на этой позиции. В сезоне 2010/11 «Байер» занял второе место в чемпионате, что стало самым большим успехом для Кастро за всё время пребывания в леверкузенском клубе.
Летом 2015 года Кастро перешёл в дортмундскую «Боруссию». Игрок подписал контракт до 2019 года, сумма трансфера составила около 11 миллионов евро. В марте 2017 года продлил контракт с клубом до 2020 года. В 2018 году «Штутгарт» выкупил контракт. 1 июля 2018 года «Штутгарт» выкупил контракт. 29 сентября Гонсало забил свой первый гол в ворота «Вердера».

### Карьера в сборной
Выступал за молодёжную сборную Германии, в составе которой стал чемпионом Европы в 2009 году. В финальном матче против сборной Англии (4:0) забил первый гол.
В национальной сборной Германии дебютировал в 2007 году в матче против сборной Дании.

### Голы за молодёжную сборную
| # | Дата            | Место проведения          | Соперник | Счёт | Результат | Соревнование                                                     |
| - | --------------- | ------------------------- | -------- | ---- | --------- | ---------------------------------------------------------------- |
| 1 | 5 сентября 2006 | Вильгельмсхафен, Германия | Румыния  | 4:1  | 5:1       | Отборочный турнир чемпионата Европы среди молодёжных команд 2007 |
| 2 | 22 июня 2009    | Хельсингборг, Швеция      | Англия   | 1:0  | 1:1       | Чемпионат Европы среди молодёжных команд 2009                    |
| 3 | 29 июня 2009    | Мальмё, Швеция            | Англия   | 1:0  | 4:0       | Чемпионат Европы среди молодёжных команд 2009                    |

## Достижения
«Байер 04»
- Финалист Кубка Германии: 2008/09
- Вице-чемпион Германии: 2010/11

«Боруссия» (Дортмунд)
- Вице-чемпион Германии: 2015/16
- Финалист Кубка Германии: 2015/16
- Обладатель Кубка Германии: 2016/17

Сборная Германии (до 21)
- Чемпион Европы среди молодёжных команд: 2009